# Mobile Welt des Ostens
Die Mobile Welt des Ostens ist ein Museum für Oldtimer, die im Ostblock produziert wurden. Es befindet sich in Calau, einer Kleinstadt im südbrandenburgischen Landkreis Oberspreewald-Lausitz. Es wird vom gleichnamigen Verein Mobile Welt des Ostens e. V. betrieben und am 7. Oktober 2006 in den Räumen eines ehemaligen Autohauses eröffnet.
Das Museum beherbergt etwa 150 Fahrzeuge, vom Fahrrad bis zum Personenkraftwagen, die in der Zeit vom Ende des Zweiten Weltkrieges bis zur Wende in der DDR, in Polen, der Tschechoslowakei, Ungarn sowie der Sowjetunion produziert wurden. Die meisten Fahrzeuge sind Eigentum der Vereinsmitglieder, daneben gibt es wenige Schenkungen und Leihgaben.
Beispielhaft für die Exponate seien genannt:
- AWZ P 70 Luxus-Limousine, Baujahr 1958 mit in Exportausführung mit Serienfaltschiebedach
- Barkas V 901/2, Neuaufbau 1963
- EMW 327-2 Cabriolet Baujahr 1953
- EMW 327-3 Coupe Baujahr 1955
- EMW 340-4 Sanitätskraftwagen: Von dieser  Modellvariante sind noch vier Stück bekannt.
- IFA F 8 Luxus-Cabriolet Export von 1955
- IFA F 9 Cabriolet, Baujahr 1955
- IFA F 9 Kombi, Baujahr 1956
- Jawa 500 OHC Baujahr 1958
- Weiße Mars, Baujahr 1921

Als Besonderheit kann beispielsweise ein sowjetischer Repräsentationswagen ZIS-110 besichtigt werden. Laut Verein ist dies das einzige Exponat in einem deutschen Museum. Im Obergeschoss befindet sich eine Ausstellung mit Alltagsgegenständen aus der Zeit der DDR. 2013 besuchten rund 5500 Gäste das Museum.